# 霊法会
霊法会（れいほうかい）は、吉岡元冶郎と吉岡さとによって設立された、法華系の新宗教である。いわゆる霊友会系教団の一つ。

## 設立者
- 吉岡元冶郎（教団では、恩師もしくは本化大門薬上大菩薩と称される、法華経に登場する菩薩名）
- 吉岡さと（日月浄明徳如来と称される、法華経に登場する仏名）

## 所在地
本部：〒651-0053 兵庫県神戸市中央区籠池通7丁目1番29号
偶数月8日の霊法会のある時は午前中は9時頃から10時頃に三宮発野崎通5丁目行き、14時頃に野崎通5丁目発三宮行きの神戸市バス臨2系統が運行される。

## 教義
西田無学が提唱した在家による法華経の先祖供養が霊友会系の基本的な教義であり、分派独立した霊法会もこの教義をベースとし、人情・畜情・仏情・成功・成仏に要約される人間観と修業観の「五節の句」の教えや、夫婦一体の修行を強調する「妙法一致」などを基本的な教義とする。また各家先祖はもちろん、国家や世界の因縁浄化のために影の修行を尊んでいる。それを伝える「発言者」（はつごんしゃ、他教団でいう霊能者）の養成を行っている。修行を中心とした信仰体系をもち「天職」と「修行」の両立を説いている。
霊法会の信徒が使用する経典は、「妙法蓮華経、開経、結経」「妙法蓮華経陀羅尼」（二十六番、二十八番）と「南無妙法蓮華経 朝夕のおつとめ」。「朝夕のおつとめ」は、南無妙法蓮華経と書かれたたすきを掛け経を読む。経は漢文ではなく、口語体で書かれている。

## 沿革
吉岡元冶郎と妻・さとは、霊友会の支部長であったが、1945年（昭和20年）の神戸の大空襲に遇い、小豆島に疎開したのち、1947年7月に再び神戸へ戻り弟子を再結集させて会の基礎を築いた。そして1950年2月22日に霊友会から離脱し霊法会と公称し独立した。
1955年には、八方に衆生済度の拡がりとされる「八天の題目」（陽の題目とも）を開顕し、人材開発や儀礼などを整備する。1962年には青年部を発足、その頃から多宝塔とも呼ぶ講堂を関西を中心に次々と建立した。1972年から「発言者」を通して霊界の神仏から得た指導の場であった身延山から霊法会の本部に移すなどにより、教団の独自性が高まった。そして信者たちは霊法会の本部と法華経の原点である身延山に修行をしている。
恩師・吉岡元冶郎が1976年に死去すると、教団は神戸市東灘区岡本の二楽荘跡地を含む天王山に30万坪の土地を購入、1982年に国家の守護神として「如来山仏舎利塔」を建立し「恩師の仏舎利」を収めた。なお、「如来山仏舎利塔」は阪神・淡路大震災で被害を受けている。現在は修復が済み、復興されている。妻の吉岡さとが1987年に死去。現在は夫妻の三男である吉岡正義を総攬者（現神）として継承されている。